# Foreningerne Nordens Forbund
Foreningerne Nordens Forbund (FNF) er en fællesnordisk paraplyorganisation af de respektive Foreningen Norden i de fem nordiske lande samt de tre selvstyrende områder i samme del af Europa. Forbundet blev stiftet i 1965 med det formål at samordne foreningernes fælles interesser i det nordiske samarbejde. Foreningerne Nordens Forbund har et samlet medlemstal på cirka 40.000 (i 2014). Sektioner findes i Danmark (inklusive Sydslesvig), Sverige, Norge, Finland, Island, Åland og Færøerne. Også Foreningen Norden på Grønland er formelt medlem, men har ikke deltaget i forbundets arbejde siden 1995. Forbundet samarbejder også med nordiske foreninger i de baltiske lande Estland og Letland, samt i Petrozavodsk i den russiske del af Karelen.
Forbundet ledes af et præsidium, der er sammensat af landsformændene fra de nationale foreninger og en repræsentant for Foreningerne Nordens Ungdomsforbund. Posten som formand går på skift i en tidsbestemt turnus mellem medlemmerne af forbundet, men selvstyrende områder kan ikke opnå formandskabet. Siden 2003 har forbundet sit sekretariat i Malmø. Hvert år koordinerer Foreningerne Nordens Forbund Nordjobb, som er et udvekslingsprojekt for unge mellem 18 og 28 år i Norden, Norden i skolen og Klimaduellen som er nordiske undervisningsportaler, samt den nordiske biblioteksuge. Desuden arrangeres har Forbundet taget initiativ til internetportalen Nordiske Netværk, som har som mål at samle oversigt over nordiske medborgerorganisationer og andre nordiske sammenslutninger. Målet er at skabe muligheder for disse at finde frem til hinanden med henblik på samarbejde omkring projekter og Norden-politiske opgaver.